# 外国人庁
外国人庁（がいこくじんちょう）とは、日本の財界や地方自治体が政府に設置を要望している行政機関の仮称。

## 日本経済団体連合会
日本経済団体連合会（日本経団連）は、2004年4月14日に、「外国人庁（仮称）の創設検討」との内容を含む、「外国人受け入れ問題に関する提言」を発表した。

## 外国人集住都市会議
外国人住民との多文化共生を目指す地方自治体によって2001年に結成された外国人集住都市会議は、2008年10月、2009年11月・12月、2010年11月と3年連続で、外国人庁（仮称）の設置を提言した。